# Hohhot
Hohhot  (mongolski: , Хөх хот; kineski: 呼和浩特, pinyin: Hūhéhàotè) ili Hushi (呼市, Hūshì), prije poznat kao Kweisui (归绥, Guīsuí), je glavni grad kineske Autonomne regije Unutrašnja Mongolija, na sjeveru države. Na mongolskom jeziku ime grada znači „Plavi grad”, što se u mongolskoj kulturi povezuje s nebom, vječnošću i čistoćom.

## Zemljopisne odlike
Hohhot leži u kotlini rijeke Dahei, velike zapadne pritoke Žute rijeke te je oduvijek bio važno prometno središte.

## Povijest
Grad je utemeljio Altan Kan oko 1580. godine na mjestu gdje je izvorno bila oaza u mongolskoj pustinji. U grad se razvio tijekom dinastije Ming pod imenom Guihua (归化 Guīhuà). U takozvanom „Starom gradu” još uvijek se nalaze građevine iz tog razdoblja. Grad je dobio na značaju za vrijeme dinastije Qing i postao je političko središte regije kao glavni grad kineske pokrajine Suiyuan (绥远 Suíyuǎn). Zgrade koje su izgrađene ovim razvojem čine ono što se naziva „Novi grad”.
Grad je od 1937. – 1945. godine preuzela japanska satelitska država Mengjiang (蒙疆).
Kinezi su stanovnike pokrajine do 1954. zvali Guisui (归绥 Guīsuī), što je akronim koji se sastojao od inicijala dvaju okruga Guihua (歸化) i Suiyuana.

## Znamenitosti
- Grobnica Wan Zhaojuna (昭君墓) nalazi se oko devet kilometara južno od središta Hohhota. Vjeruje se da je tamo pokopana djevojka s dvora cara Yuan Dija iz dinastije Han. Ova je sluškinja pristala udati se za glavu mongolskog plemena kako bi osigurala mir.
- Baita pagoda (白塔) iz vremena dinastije Liao nalazi se u seoskom području gdje je i Hohhotska zračna luka Baita, nazvana po pagodi.
- Hram pet pagoda (五塔寺) u mongolskom stilu arhitekture, vrlo sličan indijskom, sagrađen je 1732. Na njegovim zidovima zabilježeno je više od 1.500 figura Bude, kao i razni budistički tekstovi.
- Dazhao (大召) je budistički samostan i hram izgrađen 1579., najstariji je u gradu.
- Velika džamija u Hohhotu (呼和浩特清真大寺) je najstarija i najveća džamija u Unutrašnjoj Mongoliji, a izgradili su je Hueji 1693. god.

## Uprava
Na županijskoj razini, Hohhot se sastoji od četiri okruga, četiri županije i jednog stijega (okrug):
| Zemljovid                                                                            | Zemljovid                                   | Zemljovid  | Zemljovid       | Zemljovid | Zemljovid    | Zemljovid            |
| ------------------------------------------------------------------------------------ | ------------------------------------------- | ---------- | --------------- | --------- | ------------ | -------------------- |
| Xincheng Huimin Yuquan Saihan Tumed lijevi stijeg Togtoh Horinger Qingshuihe Wuchuan |                                             |            |                 |           |              |                      |
| Naziv                                                                                | Mongolski jezik                             | Kineski    | Pinyin          | Površina  | Stanovništvo | Gustoća stanovništva |
| Gradsko središte                                                                     |                                             |            |                 |           |              |                      |
| Huimin (Hodong'arad District)                                                        | ᠬᠣᠳᠣᠩ ᠠᠷᠠᠳ ᠤᠨ ᠲᠣᠭᠣᠷᠢᠭ Qotoŋ Arad-un toɣoriɣ | 回民区     | Huímín Qū       | 194,4     | 394.555      | 2.030                |
| Xincheng (Xinhot)                                                                    | ᠰᠢᠨ᠎ᠡ ᠬᠣᠲᠠ ᠲᠣᠭᠣᠷᠢᠭ Sin-e Qota toɣoriɣ        | 新城区     | Xīnchéng Qū     | 660,6     | 567.255      | 859                  |
| Yuquan                                                                               | ᠢᠤᠢ ᠴᠢᠤᠸᠠᠨ ᠲᠣᠭᠣᠷᠢᠭ Iui čiuvan toɣoriɣ       | 玉泉区     | Yùquán Qū       | 207,2     | 383.365      | 1.850                |
| Saihan                                                                               | ᠰᠠᠶᠢᠬᠠᠨ ᠲᠣᠭᠣᠷᠢᠭ Sayiqan toɣoriɣ             | 赛罕区     | Sàihǎn Qū       | 1.002,9   | 635.599      | 634                  |
| Sela                                                                                 |                                             |            |                 |           |              |                      |
| Togtoh                                                                               | ᠲᠣᠭᠲᠠᠬᠤ ᠰᠢᠶᠠᠨ Toɣtaqu siyan                 | 托克托县   | Tuōkètuō Xiàn   | 1.407,8   | 200.840      | 143                  |
| Wuchuan                                                                              | ᠦᠴᠤᠸᠠᠨ ᠰᠢᠶᠠᠨ Üčuvan siyan                   | 武川县     | Wǔchuān Xiàn    | 4.682,3   | 108.726      | 23                   |
| Horinger                                                                             | ᠬᠣᠷᠢᠨ ᠭᠡᠷ ᠰᠢᠶᠠᠨ Qorin Ger siyan             | 和林格尔县 | Hélíngé'ěr Xiàn | 3.447,8   | 169.856      | 49                   |
| Qingshuihe                                                                           | ᠴᠢᠩ ᠱᠦᠢ ᠾᠧ ᠰᠢᠶᠠᠨ Čiŋ šüi hė siyan           | 清水河县   | Qīngshuǐhé Xiàn | 2.859     | 93.887       | 33                   |
| Tumed lijevi stijeg (Tumed Jun stijeg)                                               | ᠲᠦᠮᠡᠳ ᠵᠡᠭᠦᠨ ᠬᠣᠰᠢᠭᠤ Tümed Jegün qosiɣu       | 土默特左旗 | Tǔmòtè Zuǒ Qí   | 2.765     | 312.532      | 113                  |

## Stanovništvo
Broj stanovnika u Hohhot je naglo rastao od 1990-ih. Prema šestom popisu stanovništva u Kini, ukupan broj stanovnika u gradu Hohhotu 2010. godine iznosio je 2,86 milijuna, a gradskog područja 1,98 milijuna stanovnika, što je 428.717 stanovnika više nago 2000. godine i čini godišnji prirast stanovništva od 1,63 %.
| 1953.   | 1964.     | 1982.     | 1990.     | 2000.     | 2010.     |
| ------- | --------- | --------- | --------- | --------- | --------- |
| 792.600 | 1.118.600 | 1.645.200 | 1.911.600 | 2.437.900 | 2.866.600 |

## Vanjske poveznice
- Hohhot na portalu Encyclopædia Britannica (engl.)
- Službene stranice grada  Arhivirana inačica izvorne stranice od 16. siječnja 2013. (Wayback Machine) (engl.)